# Charlie Countryman deve morire
Charlie Countryman deve morire (Charlie Countryman) è un film del 2013 diretto da Fredrik Bond e con protagonisti Shia LaBeouf, Evan Rachel Wood, Rupert Grint e Mads Mikkelsen.

## Trama
Il giovane statunitense Charlie Countryman decide di seguire un'indicazione ricevuta dalla madre defunta e si imbarca su un aereo per la Romania, ma il suo vicino di posto muore durante il volo. Il ragazzo ne incontra così la figlia Gabi, talentuosa violoncellista di cui si innamora. Quello che Charlie non sa è che Gabi è sposata con Nigel, un violento e mentalmente instabile boss del crimine, che ha ai suoi ordini una banda di teppisti. Armato di poco più del suo fascino e del suo ingegno, il ragazzo, per proteggere l'amata, viene più volte picchiato duramente dagli scagnozzi del mafioso e viene coinvolto suo malgrado in faccende pericolose. L'unico modo per salvare la sua amata sembra quello di morire.

## Distribuzione
Il film è stato proiettato in anteprima il 21 gennaio 2013, durante l'edizione del 2013 del Sundance Film Festival e il successivo 9 febbraio è stato presentato in concorso alla sessantatreesima edizione del Festival internazionale del cinema di Berlino.